# Perinetia
Perinetia is een geslacht van vliesvleugeligen uit de familie Eulophidae. De wetenschappelijke naam van dit geslacht is voor het eerst geldig gepubliceerd in 1952 door Jean Risbec. De naam Perinetia is later ook gebruikt voor een monotypisch geslacht van slangen (Brygophis coulangesi) maar werd verworpen omdat deze al bezet was.

## Soorten
Het geslacht Perinetia is monotypisch en omvat slechts de volgende soort:
- Perinetia coffeae Risbec, 1952